# Kaposfüred vasútállomás
Kaposfüred vasútállomás egy Somogy vármegyei vasútállomás, Kaposvár északi városrésze, Kaposfüred nyugati szélén, a MÁV üzemeltetésében. Közúti elérését a 6709-es útból észak felé kiágazó 67 303-as számú mellékút teszi lehetővé. Helyi tömegközlekedéssel a 11Y busszal közelíthető meg, amely az állomást a városközponttal köti össze.

## Vasútvonalak
Az állomást az alábbi vasútvonalak érintik:
- Kaposvár–Fonyód-vasútvonal

## Kapcsolódó állomások
A vasútállomáshoz az alábbi állomások vannak a legközelebb:
- Várda megállóhely (Kaposvár–Fonyód-vasútvonal)
- Kapostüskevár megállóhely (Kaposvár–Fonyód-vasútvonal)

## Forgalom
| Járat        | Útvonal | Gyakoriság |
| ------------ | --- | ---------- |
| személyvonat | Fonyód – Pusztaberény – Lengyeltóti – Tatárvár – Öreglak – Somogyvár – Pamuk – Osztopán – Somogyjád – Várda – Kaposfüred – Kapostüskevár – Kaposvár | Napi 5 pár |